# Хеслванг
Хеслванг (њем. Höslwang) општина је у њемачкој савезној држави Баварска. Једно је од 46 општинских средишта округа Розенхајм. Према процјени из 2010. у општини је живјело 1.252 становника. Посједује регионалну шифру (AGS) 9187145.

## Географски и демографски подаци
Хеслванг се налази у савезној држави Баварска у округу Розенхајм. Општина се налази на надморској висини од 594 метра. Површина општине износи 16,2 km². У самом мјесту је, према процјени из 2010. године, живјело 1.252 становника. Просјечна густина становништва износи 77 становника/km².